# 殘機為零
《殘機為零》，繁體中文版發售前曾暫譯《餘命為零》。本作是由Lancarse開發，Spike Chunsoft發行的日本遊戲，屬於生存角色扮演類型。遊戲由菅原隆行、寺澤善德等槍彈辯駁系列多數的原製作成員負責設計，以人類最後殘存的8名複製人為故事中心，在文明崩壞的世界中求生的故事。
本作標語為：「距人類滅亡為止殘機8人，我們還未能知曉，殘存於這個崩壞世界的理由。」

## 劇情
西元2018年，某個夏天的晚上，世界因為一個變故而終結了，現代文明瞬間毀滅。在一座名為「車庫島」的島嶼廢墟上有8名複製人醒來，他們的一生性命只有13天，死後必須要靠肚臍上的「X型鑰匙」放入「續命機器」獲得新肉體，他們得在這個世界中求生，找出世界毀滅的原因，以及失去的部分記憶……

## 登場人物

### 主角群
日暮春人（聲:豐永利行）
- 稱號：「怠惰的編輯」

真白出版社的編輯，個性耿直稍微不知變通。想用最真實的文章去守護他人。
三花締遼（聲:關俊彥）
- 稱號：「嫉妒的藝術家」

自稱綑綁的藝術家，性格開朗、表裡如一，是團體中的開心果。
玖保田善（聲:齋賀光希）
- 稱號：「憤怒的農夫」

深山經營農業的農夫，會使用網路通販農產品，荒野求生的知識比一般人豐富。常語帶諷刺調侃他人。
一葉守（聲:平田廣明、松風雅也（幼年期））
- 稱號：「貪婪的醫生」

體格壯碩的肌肉醫生。既理性又沉著，團體中最成熟的一人。經常把「愛」掛在嘴上。
芒野琳子（聲:佳村遙）
- 稱號：「色慾的花店小姐」

在花店工作的女性。個性溫柔，對任何事總是全力以赴，但過去的經歷讓她對他人的戒心較強。
真白由真（聲:竹達彩奈）
- 稱號：「暴食的大小姐」

真白企業的獨生女。總是表現出冷漠的態度用自己的步調行事，是個遊戲迷。
瀨戶內美奈望（聲:立花理香）
- 稱號：「傲慢的警察」

開朗活潑的警察，正義感強烈，總是管東管西，但同時也是出於真心的關心。
比良坂幸花（聲:鈴木愛奈）
- 稱號：「原罪的少女」

天真爛漫的少女，右手跟左腳都是義肢。跟外表比起來內在仍相當稚嫩，但非常聰明，能夠自己整備機械義肢。

### 續命TV
寺島秀（聲:中尾隆聖）
- 續命TV的裝傻役

動畫節目「續命TV」的助理，自稱小學生，有被父親家暴的過去。
未來（聲:野澤雅子）
- 續命TV的吐嘈役

動畫節目「續命TV」的主持人，是一隻母羊，屁股的部分沒有毛。

### 其他人物
寺島大地（聲:松風雅也）
真白奈米科技研究所的科學家，致力於複製人技術，對子女只在乎智能，其他是漠不關心。
黑崎陽介（聲:增田裕生）
殘酷的連續殺人犯，殺人時有著哼唱"倫敦鐵橋垮下來"的習慣。
真白蓮司（聲:八木隆典）
真白由真的父親，認為時間就是金錢。
真白摩亞（聲:影山燈）
真白由真的母親，與由真長得十分相似。
比良坂克菈菈（聲:影山燈）
比良坂幸花的母親，也是位將研究優先於子女的研究者。

## 音樂情報
主題曲
- 『NEW GAME＋（The invisible game of fate）』

作詞:分島花音
作曲:千葉直樹
演唱:分島花音

## 彩蛋
於遊戲中滿足特定條件，槍彈辯駁系列的吉祥物黑白熊將會出現與玩家對戰。

## 外部連結
- 殘機為零日文官方網站 （页面存档备份，存于）
- 殘機為零繁體中文官方網站 （页面存档备份，存于）